# Shuji Nakamura

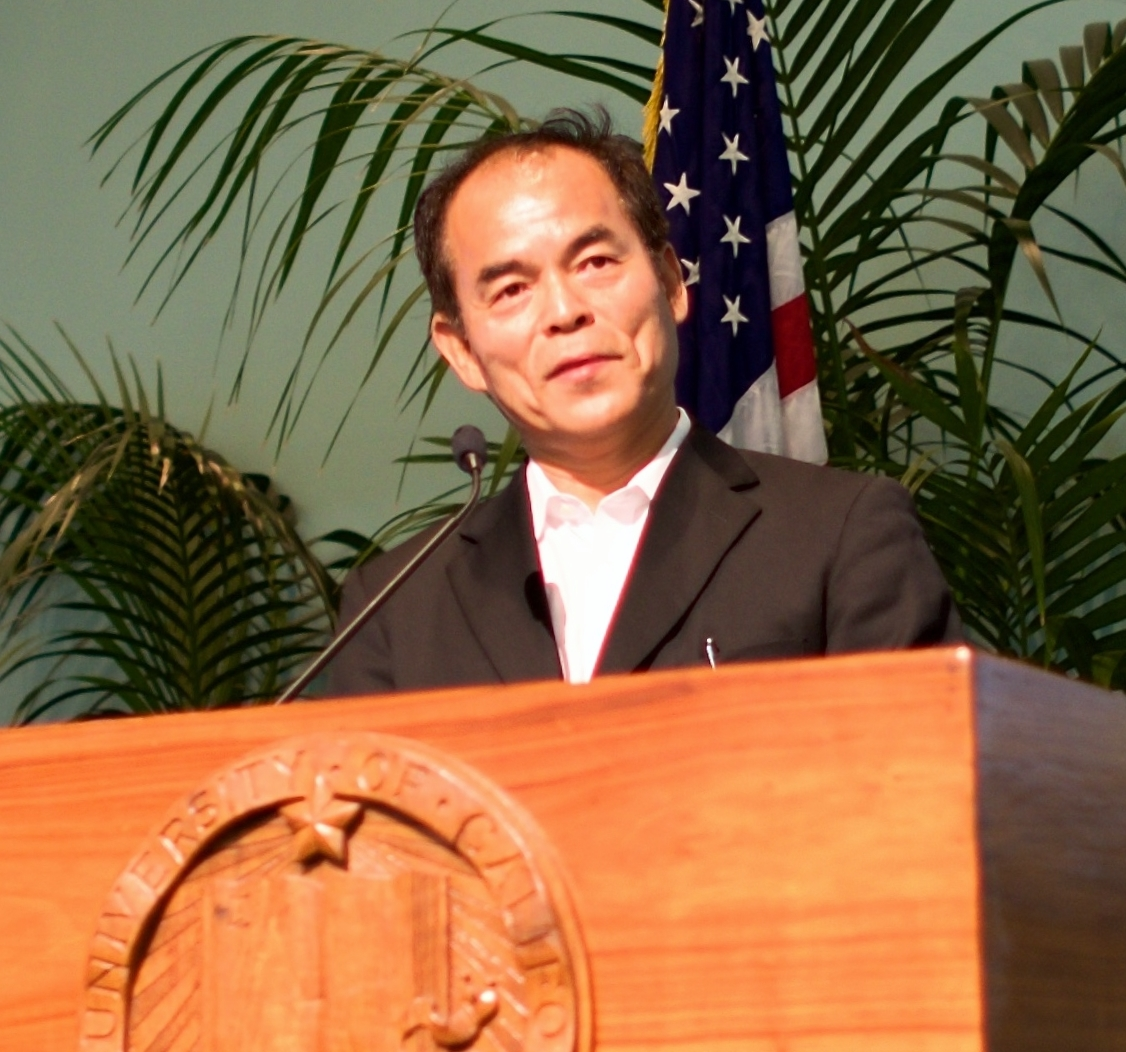
Shuji Nakamura (2014)

Shuji Nakamura (jap. 中村 修二, Nakamura Shūji; * 22. Mai 1954 in Seto, Ehime, Japan) ist ein in den USA lebender japanischer Elektroingenieur und Materialwissenschaftler und Entwickler der ersten blauen Leuchtdiode (LED), hergestellt aus Galliumnitrid (GaN), einem Halbleiter mit breitem Bandabstand. Er ist Professor an der University of California, Santa Barbara und mit Isamu Akasaki und Hiroshi Amano Nobelpreisträger in Physik 2014.

## Leben und Wirken
Nakamura studierte an der Universität Tokushima und erwarb dort zunächst 1977 seinen Bachelor-Grad und schließlich 1979 den Master-Grad als Elektroingenieur. Nach dem Studium blieb er in Tokushima und arbeitete für die damals kleine Firma Nichia. Ab 1993 war Nakamura Leiter der Forschungsabteilung bei Nichia. 

### Entwicklung einer blauen Leuchtdiode
Nakamura beschäftigte sich mit dem technischen Problem der Entwicklung einer blauen Leuchtdiode. Die erste Leuchtdiode war 1962 von Nick Holonyak bei General Electric entwickelt worden. Sie emittierte rotes Licht. Wenig später entwickelten Ingenieure bei Monsanto eine Leuchtdiode, die grünes Licht emittierte. Es erschien anschließend erstrebenswert, auch eine blaues Licht emittierende Leuchtdiode zu entwickeln, weil man dann durch Diodenkombinationen jede beliebige Farbe, unter anderem auch Weiß (= Rot+Blau+Grün) durch additive Farbmischung hätte erzeugen können. Es war damit klar, dass die Entwicklung einer blauen Leuchtdiode ein Milliardengeschäft versprach. Die Entwicklung erwies sich jedoch als technisch äußerst schwierig. Seit den 1960er Jahren beschäftigten sich weltweit Tausende von Forschern bei den großen Elektronikfirmen über zwei Jahrzehnte mit der Entwicklung einer solchen blauen Leuchtdiode, und Hunderte Millionen US$ wurden investiert, ohne dass ein entscheidender Durchbruch erzielt werden konnte. Auch Nakamura interessierte sich für dieses Problem. 1988 konnte er den Firmengründer Nobuo Ogawa überreden, ihm ein Budget von 500 Millionen Yen (etwa 3 Millionen US$) zur Entwicklung einer solchen Diode bereitzustellen. Dies entsprach etwa 15 Prozent des Jahresumsatzes der damals relativ kleinen Firma Nichia, war aber im Vergleich zu den Summen, die Elektronikriesen wie Toshiba für ähnliche Projekte ausgegeben hatten, eine kleine Summe. Da mittlerweile bekannt war, dass eine Grundvoraussetzung für die Diodenherstellung die Produktion ultrareiner Kristalle war, ging Nakamura in einem ersten Schritt an die University of Florida, um dort die Technik der metallorganischen chemischen Gasphasenabscheidung (MOCVD) zu studieren und zu erlernen. Seine zehnmonatige Zeit dort war jedoch auch von Enttäuschungen geprägt. Es wurde ihm nicht erlaubt, den dortigen MOCVD-Reaktor zu nutzen. Stattdessen baute er einen eigenen kleinen Reaktor, mit dem er experimentierte. Die anderen Labormitarbeiter sahen auf ihn herab und behandelten ihn wie einen niederen technischen Angestellten, da er keinen Doktorgrad besaß und keine wissenschaftlichen Publikationen aufzuweisen hatte. 1989 kehrte er mit zwei Plänen wieder nach Japan zurück. Zum einen wollte er einen MOCVD-Reaktor bei Nichia aufbauen und zum anderen einen Doktorgrad erwerben. In Japan war es damals möglich, einen Doktortitel zu erwerben, wenn man fünf wissenschaftliche Arbeiten unter eigenem Namen veröffentlicht hatte.
Zu dieser Zeit hatten die vorangegangenen Experimente gezeigt, dass zwei Materialien besonders aussichtsreich schienen, um hochreine Kristalle herzustellen, die sich für die Herstellung einer blauen Leuchtdiode eignen könnten: Zinkselenid (ZnSe) und Galliumnitrid (GaN). Beides waren Halbleiter mit einer Bandlücke, die zumindest theoretisch der Wellenlänge von blauem Licht entsprach. Die ganz große Mehrheit der Forscher konzentrierte sich dabei auf das aus verschiedenen Gründen scheinbar vielversprechendere Zinkselenid. Nakamura entschloss sich jedoch, seine Experimente mit Galliumnitrid durchzuführen. Eine seiner Überlegungen war dabei auch, dass er nur geringe Chancen sah, fünf wissenschaftliche Publikationen in dem schon sehr intensiv bearbeiteten Feld der Zinkselenid-Forschung mit zahlreichen Konkurrenten zu veröffentlichen. Die Zahl der aktiven Galliumnitrid-Forscher war zu dieser Zeit sehr überschaubar. Zu den führenden GaN-Forschern gehörten Isamu Akasaki und dessen früherer Doktorand Hiroshi Amano von der Universität Nagoya. Beiden war es kurz zuvor gelungen, hochreine GaN-Kristalle auf einer Oberfläche von Alumininiumnitrid zu züchten. Die beiden hatten jedoch Probleme, diesen Prozess so zu skalieren, dass er wirtschaftlich nutzbar war. Nakamura war mit seinen Versuchen bei Nichia, einen hochreinen GaN-Kristall herzustellen, zunächst nicht erfolgreich. Schließlich zerlegte er den MOCVD-Reaktor und baute einen neuen Reaktor nach eigenen Vorstellungen. Dabei kamen ihm seine Erfahrungen an der University of Florida zugute. Mit diesem Reaktor führte er über eineinhalb Jahre jeden Tag ein neues Experiment mit dem jeweils gering modifizierten Reaktor durch. Er arbeitete auch an den Wochenenden und nahm keinen einzigen Tag Urlaub außer an Neujahr. An einem Wintertag des Jahres 1990, einem Tag, den Nakamura später als den aufregendsten seines ganzen Lebens bezeichnete, beobachtete er einen deutlich höheren Elektronenfluss als sonst im gezüchteten Galliumnitridkristall. Zu dieser Zeit bekam Nakamura jedoch zunehmend Schwierigkeiten von der Nichia-Firmenleitung, an deren Spitze mittlerweile Eiji Ogawa, der Sohn des Firmengründers, saß. Diese forderte ihn auf, die erfolglose GaN-Forschung aufzugeben und sich allenfalls auf Zinkselenid zu konzentrieren. Nakamura ignorierte jedoch wiederholte Aufforderungen des Firmenmanagements und veröffentlichte 1991 ohne Wissen der Firmenleitung seine erste Publikation in der Fachzeitschrift Applied Physics Letters.
Nachdem es ihm gelungen war, hochreine GaN-Kristalle zu züchten, wandte sich Nakamura einem zweiten Problem zu: der Erzeugung von p-Typ-GaN. Auch hier hatten Akasaki und Amano von der Universität Nagoya bereits wichtige Arbeiten geleistet, indem es ihnen gelungen war, Magnesium-dotiertes GaN herzustellen. Das somit erzeugte p-dotierte GaN verhielt sich jedoch insofern unerwartet, als es erst nach Elektronenbestrahlung die erwarteten Halbleitereigenschaften zeigte. Dies machte das Material für kommerziell-technische Anwendungen untauglich. Nakamura konnte dagegen die erforderliche Magnesium-Dotierung des GaN durch Erhitzen (Ausheizen) bewirken. Und er konnte auch die Wirkungsweise der Elektronenbestrahlung theoretisch erklären. Auf einer Arbeitstagung in St. Louis 1992 präsentierte Nakamura die erste blaue Lichtdiode mit höherer Lichtausbeute. Er wurde von den Konferenzteilnehmern mit stehendem Beifall gefeiert. Dieser erste Dioden-Prototyp hatte allerdings erst nur eine Lichtausbeute von 42 mW, was noch weit unter den erforderlichen 1000 mW für eine großflächige technische Anwendung lag. Mittlerweile war die Geduld der Nichia-Firmenleitung mit Nakamura am Ende. Er wurde ultimativ aufgefordert, seine Forschungen endlich in ein kommerzielles Produkt umzuwandeln. Indem Nakamura eine dünne Schicht Indium-Galliumnitrid zwischen die Schichten aus n-Typ-GaN und p-Typ-GaN interponierte, konnte Nakamura 1992 die erste blaue Lichtdiode (Wellenlänge 450 nm) mit der erwünschten hohen Lichtausbeute von 1500 mW herstellen. 1994 wurde ihm von der Universität Tokushima ein Doktortitel zuerkannt.

### Kommerzieller Erfolg und Rechtsstreit mit Nichia
Auf einer Pressekonferenz in Tokio gab Nichia am 30. November 1993 die Herstellung der weltweit ersten blauen Lichtdiode mit hoher Lichtausbeute bekannt. Für Nichia war die Entwicklung ein großer kommerzieller Erfolg. Schon Ende 1994 wurden monatlich mehr als eine Million blaue Lichtdioden hergestellt. Zwischen 1993 und 1996 stieg der Firmenumsatz von 16 Milliarden Yen (143 Mio. US$) auf 28 Milliarden Yen (250 Mio. US$). Am 29. November 1996 wurde durch Nichia auf einer Konferenz in Japan eine weiße Leuchtdiode präsentiert, die aus einer blauen Diode in einer Hülle, die mit gelbem Phosphor beschichtet war, bestand. Der Phosphor absorbierte das blaue Licht und gab es anschließend in einem breiten Spektrum, d. h. als weißes Licht wieder ab. Es war die weltweit erste LED, die weißes Licht mit hoher Lichtausbeute produzierte. Im Jahr 2001 lag der Jahresumsatz von Nichia bei nahezu 700 Milliarden Yen, wobei 41 Prozent der Einnahmen mit blauen LEDs erzielt wurden. Die firmenseitige Belohnung von Nakamura fiel allerdings vergleichsweise spärlich aus. Sein Gehalt wurde auf 60.000 US$ jährlich erhöht, was etwa einer Verdoppelung entsprach. Für jedes der Patente, die Nichia einreichte, erhielt Nakamura eine Prämie von 170 US$. Über die mangelnde Anerkennung seitens der Firmenleitung enttäuscht, verließ Nakamura im Jahr 2000 Nichia und ging in die Vereinigten Staaten, von wo er zahlreiche Jobangebote erhalten hatte. Im Februar 2000 erhielt er eine Professur an der University of California in Berkeley. Er nahm auch eine Beratertätigkeit für Cree, eine andere LED-Firma, auf. Daraufhin wurde er von Nichia wegen mutmaßlicher Weitergabe von Firmengeheimnissen verklagt. Nakamura drehte den Spieß um und verklagte seinerseits Nichia auf eine angemessene Kompensation von 20 Millionen US$ für seine Erfindungen. 2001 verurteilte ein japanisches Gericht Nichia zur Zahlung von umgerechnet 189 Millionen US$ als Kompensation an Nakamura. Die Firma ging jedoch in Revision und erreichte eine Reduzierung der Summe auf 8,1 Millionen US$. Diese reichte gerade aus für die Begleichung von Nakamuras Anwaltskosten.

## Auszeichnungen
Im Jahr 2000 erhielt er den Carl-Zeiss-Forschungspreis, 2006 den Millennium Technology Prize. Im Jahr 2014 wurde er gemeinsam mit Isamu Akasaki und Hiroshi Amano mit dem Nobelpreis für Physik ausgezeichnet. Im selben Jahr wurde er auch mit dem japanischen Kulturorden geehrt. 2015 erhielt Nakamura den Charles-Stark-Draper-Preis und den Global Energy Prize, 2020 den NAS Award for the Industrial Application of Science. 2017 wurde ein Asteroid nach ihm benannt: (227152) Shujinakamura. 2015 wurde er in die National Inventors Hall of Fame aufgenommen. 2021 wurde Nakamura der Queen Elizabeth Prize for Engineering zugesprochen. 
Seit 2004 ist Nakamura Honorarprofessor an der Universität Bremen.

## Publikationen (Auswahl)
- Shuji Nakamura: Die Erfindung effizienter blauer InGaN-Leuchtdioden: eine Hintergrundgeschichte (Nobel-Aufsatz). In: Angewandte Chemie. Band 127, 2015, S. 7880–7899, doi:10.1002/ange.201500591.
- Shuji Nakamura, Gerhard Fasol, Stephen J. Pearton: The Blue Laser Diode: The Complete Story. Springer, 2000, ISBN 3-540-66505-6.
- Shuji Nakamura, Gerhard Fasol: The blue diode laser - GaN light emitters and lasers. Springer, 1997, ISBN 3-540-61590-3.
- Shuji Nakamura, Shigefusa F. Chichibu: Introduction to nitride semiconductor blue lasers and light emitting diodes. CRC Press, 2000, ISBN 0-7484-0836-3.

## Rundfunkberichte
- Volker Mrasek: Shuji Nakamura – Physik-Nobelpreisträger ohne Allüren, Deutschlandfunk – „Forschung aktuell“ vom 7. Oktober 2014